# 樺山站
樺山站（日语：／ Kabayama eki */?）是位於青森縣陸奧市大字田名部字北椛山，下北交通的大畑線車站（廢站）。

## 歷史
- 1939年（昭和14年）12月6日 - 車站啟用[1]。
- 1958年（昭和33年）10月20日 - 結束處於貨物[1]。
- 1959年（昭和34年）4月1日 - 成為無人車站。
- 1985年（昭和60年）7月1日 - 下北交通繼承國鐵大畑線[1]。
- 1993年（平成5年）12月1日 - 從此年起冬季暫停營業[1]。
- 2001年（平成13年）4月1日 - 下北交通大畑站全線廢除，此站也廢除。

## 車站構造
截至車站廢除前，此站是地面車站，設有1面1線的單式月台。此站曾經設有列車交會設備和貨物起卸業務。在樺山飛行場建設之際，運送了人員和物資前往該處。

## 車站周邊
- 國道279號

## 現況
- 車站大樓還存在，但是周邊已經比較荒涼。除了被用作巴士站的大畑站外，此站是唯一還有車站大樓的廢站。
- 由於車站周邊長滿草木。加上在冬季不會進行除雪，因此很難前往車站遺址。
- 樺山飛行場遺址現時變成海上自衛隊樺山送信所。

## 相鄰車站
下北交通
大畑線
田名部－樺山－陸奧關根

## 注腳
1. 1 2 3 4 5  石野哲（編）. . JTB. 1998: 511. ISBN 978-4-533-02980-6 （日语）.